# Big
För andra betydelser, se Big (olika betydelser).
Big är en amerikansk filmkomedi som hade biopremiär i USA den 3 juni 1988, i regi av Penny Marshall med Tom Hanks i huvudrollen.

## Handling
En ung kille vill bli vuxen och får sin önskan uppfylld genom en spåman i en automat. Problemet är bara att när han blir vuxen så har han fortfarande tänkandet som en ung kille.

## Om filmen
- Filmen är inspelad i New York och New Jersey.
- Filmen hade Sverigepremiär den 9 december 1988[6], åldersgränsen är 7 år.[7]

## Rollista (urval)
- Tom Hanks - Josh
- Elizabeth Perkins - Susan
- Robert Loggia - MacMillan
- John Heard - Paul
- Jared Rushton - Billy
- David Moscow - Josh som ung
- Jon Lovitz - Scotty
- Mercedes Ruehl - Mrs Baskin
- Josh Clark - Mr Baskin
- Debra Jo Rupp - Miss Patterson

## Musik i filmen
- The Way We Were, skriven av Alan Bergman, Marilyn Bergman och Marvin Hamlisch
- Rebel Yell, skriven av Billy Idol och Steve Stevens, framförd av Billy Idol
- Welcome to Our World of Toys, skriven och framförd av Bobby Gosh
- Be A Helper Bee, skriven av Kimberly A. Bradstreet, framförd av Kimberly and Friends
- We Go Together, skriven av Joel Frankel, framförd av Kimberly and Friends
- Heart and Soul, skriven av Hoagy Carmichael och Frank Loesser
- Hot in the City, skriven och framförd av Billy Idol
- Workin' For A Livin' , skriven av Mario Cipollina, Johnny Colla, Bill Gibson, Chris Hayes, Sean Hopper och Huey Lewis, framförd av Huey Lewis och The News
- Moonlight Serenade, skriven av Glenn Miller
- Forget Me Nots, skriven av Patrice Rushen och Freddie Washington, fram förd av Patrice Rushen
- It's in Everyone of Us, skriven av David Pomeranz